# 園田あゆみ
園田 あゆみ（、1933年〈昭和8年〉9月23日 - ）は、日本の元女優。本名は岩立 優子。神奈川県出身

## 来歴・人物
青蘭学院高等学校卒業。
1955年、東宝に入社し『麦笛』で端役デビュー。以後、社長シリーズなどのサラリーマン映画に多数出演する。1958年、本多猪四郎監督映画『大怪獣バラン』は唯一の主演作である。
1963年、古澤憲吾監督映画『日本一の色男』を最後に引退。
のち、民音プロダクション（現・シナノ企画）にて、映画制作事務に携わる。

## 出演作品

### 映画
出典：
- 昭和刑事物語 俺にまかせろ（1958年） - 由加利
- 大番 完結篇（1958年） - 女給B
- ドジを踏むな（1958年） - ミキ
- 美女と液体人間（1958年） - エミー[出典 2]
- 大怪獣バラン（1958年） - 新庄由利子[出典 3]
- 裸の大将（1958年）
- 社長シリーズ
  - 社長太平記（1959年） - 女給トリ子
  - サラリーマン忠臣蔵（1960年）
  - 続サラリーマン忠臣蔵（1961年） - 芸者A
  - 続・社長洋行記（1962年） - 香港人ダンサーB
- まり子自叙伝 花咲く星座（1959年） - 山野みどり
- アイ・ラブ・ユウ（1959年） - トリスバーの女給
- 女が階段を上る時（1960年） - 光子
- 銀座退屈娘（1960年） - たまき
- 新・三等重役 当るも八卦の巻（1960年） - 千代子
- 別離の歌（1960年） - 由紀の友人
- サラリーマン目白三平 女房の顔の巻（1960年） - 女給
- 青い野獣（1960年） - 小川の愛人
- 大空の野郎ども（1960年） - 女給
- 秋立ちぬ（1960年） - 女給
- 花のセールスマン 背広三四郎（1960年） - マダム英子
- 猫と鰹節 ある詐話師の物語（1961年） - 女給
- 慕情の人（1961年） - 女給・康子
- 紅の海（1961年） - 娼婦
- サラリーマン権三と助十 恋愛交叉点（1962年） - 叶子
- クレージー映画
  - クレージー作戦 先手必勝（1963年） - 菊子
  - 日本一の色男（1963年） - 新子

### テレビ
- 花のサラリーマン（1959年）